# Nicholas Bishop
Nicholas Bishop, detto Nic (Swindon, 19 settembre 1973), è un attore australiano.

## Biografia
Nato a Swindon, in Inghilterra, prende parte a numerose serie televisive di successo. È conosciuto soprattutto per aver interpretato il ruolo di Lachlan Shaw in White Collar Blue nel 2003, Matt Bridges in Above the Law nel 2000, Peter Baker in Home and Away dal 1999 al 2007,  e Peter Dunlop in Body of Proof.

## Filmografia

### Cinema
- The Sugar Factory - regia di Robert Carter (1998)
- Occasional Coarse Language - regia di Brad Hayward (1998)
- Powderburn - regia di Stephen Prime (1999)
- My Mother Frank - regia di Mark Lamprell (2000)
- Walking on Water - regia di Tony Ayres (2002)
- Punishment - regia di Danny Matier (2008)
- The Land of the Astronauts - regia di Carl Colpaert (2010)
- Stay Then Go - regia di Shelli Ainsworth (2014)
- Gli occhi su di te - regia di Anthony Lefresne (2014)
- Woodlawn - regia di The Erwin Brothers (2016)

### Televisione
- Wildside - Serie TV (1998)
- Water Rats - Serie TV (1999)
- Murder Call - Serie TV (1999)
- Heartbreak High - Serie TV (1999)
- Above the Law - Serie TV - ruolo: Matt Bridges (2000)
- Flat Chat - Serie TV (2001)
- Blue Heelers - Serie TV (2001)
- Farscape - Serie TV (2001)
- All Saints - Serie TV (2002)
- White Collar Blue - Serie TV - ruolo: Lachlan Shaw (2003)
- Comedy Inc. - Serie TV (2004)
- Hustle - I signori della truffa - Serie TV (2007)
- Grey's Anatomy -serie TV,2 episodi (2007)
- Home and Away - Serie TV - ruolo: Peter Baker (1999-2007)
- Le sorelle McLeod - Serie TV (2009)
- Past Life - Serie TV - ruolo: Price Whatley (2010)
- Terapia d'urto - Serie TV (2011)
- Body of Proof - Serie TV - ruolo: Peter Dunlop (2011-2012)
- The Glades - Serie TV (2012)
- Hot in Cleveland - Serie TV (2013)
- NCIS: Los Angeles - Serie TV (2013)
- CSI - Scena del crimine - Serie TV (2013)
- Castle - serie TV, episodio 6x13 (2014)
- Fat Tony & Co - Serie TV - ruolo: Paul Dale (2014)
- Covert Affairs - Serie TV (2014)
- Dominion - Serie TV, 8 episodi (2015)

## Doppiatori italiani
Nelle versioni in italiano delle opere in cui ha recitato, Nicholas Bishop è stato doppiato da:
- Vittorio Guerrieri in Body of Proof, Castle
- Francesco Prando in Dominion, Snowfall
- Alessio Cigliano in Gli occhi su di te
- Alberto Angrisano in The Glades
- Roberto Certomà in NCIS: Los Angeles
- Simone D'Andrea in Covert Affairs
- Fabio Gervasi ne L'amante di Lady Chatterley
- Massimo Bitossi in Jesus Revolution